# Стефания Гвюдмюндсдоуттир
Стефания Гвюдмюндсдоуттир (исл. Stefanía Guðmundsdóttir; 29 июня 1876 — 16 января 1926) — исландская актриса.

## Биография
Родилась 29 июня 1876 года.
Дебютировала на сцене 30 января 1893 года (по другим данным в 1892 году) в возрасте 16 лет, когда профессионального исландского театра ещё не существовало.
В 1897 году стала одной из основателей «Рейкьявикского театрального общества» — первого профессионального театра Исландии с постоянной труппой и демократической формой правления, созданного при слиянии двух любительских трупп Рейкьявика. Была ведущей актрисой в труппе. В 1924—1926 годах — художественным руководителем.
Её творчество было проникнуто патриотическими идеями, она утверждала общественно-просветительское назначение театрального искусства.
В числе лучших её ролей: Трина в водевиле «Первоапрельские дурачки» (Aprilsnarrene) И. Л. Хейберга), фру Тьельде в драме «Банкротство» (En fallit) Бьёрнсона, Маргарита Готье в «Даме с камелиями» Дюма-сына. 
С появлением исландской «новой драмы», в произведениях исландских драматургов создавала образы гордых и отважных девушек из народа: Ауслёйг в пьесе «Новогодняя ночь» (Nýjársnóttin) Индриди Эйнарссона, Аста в первой исландской романтической пьесе «Отверженные» (переработанной в 1898 году под названием «Скюгга-Cвейдн») Маттиаса Йохумссона, Льоут и Стейнюнн («Усадьба Хрёйн» (Bóndinn á Hrauni) и «Мечта» Йоуханна Сигюрьоунссона), Гекла («Борьба королей» Камбана), Гвюдрун («Грешники духа» Эйнара Кварана).
По некоторым источникам давала у себя дома частные уроки по актёрскому мастерству и тем самым была пионером театрального образования в Исландии.
Умерла 16 января 1926 года.

## Личная жизнь
Дочь Стефании и Боргтоура Йосефссона (Borgþór Jósefsson; 22 апреля 1860 — 17 сентября 1934) — Анна Борг (Anna Borg; 30 июля 1903 – 14 апреля 1963) также стала актрисой.